# Hank Ballard
John H. Kendricks znany jako Hank Ballard (ur. 18 listopada 1927, zm. 2 marca 2003) – afroamerykański piosenkarz rhythmandbluesowy, jeden z przedstawicieli Doo Wop.
Muzyka Ballarda zbliżona do słodkiego soulu śpiewana była z bulwersującymi współczesnych tekstami. Choć już w dziesięć lat później mogły być traktowane z przymrużeniem oka, w połowie lat pięćdziesiątych wobec obowiązującej cenzury obyczajowej wychodziły tak daleko poza granice tolerancji, że obowiązywał zakaz nadawania wielu jego piosenek przez rozgłośnie radiowe.
W 1990 Hank Ballard został wprowadzony do Rock and Roll Hall of Fame.
Dyskografia Hanka Ballarda:
1955 The Midnighters
1957 The Midnight, Vol. 2
1957 Hank Ballard and the Midnighters
1959 Singin' & Swingin'
1960 The One and Only Hank Ballard and the...
1960 Mr. Rhythm & Blues (Finger Poppin' Time)
1961 Dance Along, Sing Along
1961 Let's Go Again
1961 Spotlight on Hank Ballard
1962 Twistin' Fools
1963 Jumpin' Hank Ballard
1963 The 1963 Sound
1964 A Star in Your Eyes
1965 Those Lazy Days
1965 Glad Songs Sad Songs
1969 You Can't Keep a Good Man Down
1993 Naked in the Rain
1998 From Love to Tears